# Бербенно-ді-Вальтелліна
Бербенно-ді-Вальтелліна (італ. Berbenno di Valtellina) — муніципалітет в Італії, у регіоні Ломбардія, провінція Сондріо.
Бербенно-ді-Вальтелліна розташоване на відстані близько 530 км на північний захід від Рима, 90 км на північний схід від Мілана, 9 км на захід від Сондріо.
Населення — 4246 осіб (2014).
Щорічний фестиваль відбувається 15 серпня,12 лютого). Покровителька — Богородиця Небовзята.

## Демографія
Населення за роками:

Станом на 1 січня 2023 року в муніципалітеті офіційно проживало 200 іноземців з 31 країни, серед них 39 громадян країн Євросоюзу та 12 громадян України.

## Сусідні муніципалітети
- Бульйо-ін-Монте
- Чедраско
- Колорина
- Фузіне
- Посталезіо
- Арденно